# César (football, 1956)
Pour les articles homonymes, voir César.
César Martins de Oliveira, dit César, né le 13 avril 1956 et mort le 17 septembre 2024, est un joueur de football brésilien, qui joue au poste d'attaquant entre 1976 et 1987.

## Biographie
Natif de São João da Barra dans l'État de Rio de Janeiro, César commence sa carrière à l'América, club de sa ville natale où il joue entre 1976 et 1979, inscrivant 22 buts en 71 matchs en Série A, et finit meilleur buteur de la saison 1979 avec 12 buts, à égalité avec le joueur du Cruzeiro Roberto César.
Il joue pour le Grêmio en 1983 et en 1984, il marque 3 buts en 13 matchs de Série A. Avec le Grêmio, il remporte la Copa Libertadores en 1983, et la coupe intercontinentale la même année. Il inscrit le but de la victoire pour Grêmio contre le Peñarol lors de la seconde partie de la finale de la Copa Libertadores, jouée au Stade Olímpico Monumental. En plus de l'América et de Grêmio, César a également évolué au Portugal dans le club de la capitale du Benfica, au Brésil à Palmeiras, à São Bento et à Pelotas.

## Palmarès

### Club
Grêmio
- Copa Libertadores : 1983
- Coupe intercontinentale : 1983